# MAGEB5
MAGEB5 (англ. MAGE family member B5) – білок, який кодується однойменним геном, розташованим у людей на короткому плечі X-хромосоми. Довжина поліпептидного ланцюга білка становить 275 амінокислот, а молекулярна маса — 31 906.
| 10         |  | 20         |  | 30         |  | 40         |  | 50         |
| ---------- |  | ---------- |  | ---------- |  | ---------- |  | ---------- |
| MTSAGVFNAG |  | SDERANSRDE |  | EYPCSSEVSP |  | STESSCSNFI |  | NIKVGLLEQF |
| LLYKFKMKQR |  | ILKEDMLKIV |  | NPRYQNQFAE |  | IHRRASEHIE |  | VVFAVDLKEV |
| NPTCHLYDLV |  | SKLKLPNNGR |  | IHVGKVLPKT |  | GLLMTFLVVI |  | FLKGNCANKE |
| DTWKFLDMMQ |  | IYDGKKYYIY |  | GEPRKLITQD |  | FVRLTYLEYH |  | QVPCSYPAHY |
| QFLWGPRAYT |  | ETSKMKVLEY |  | LAKVNDIAPG |  | AFSSQYEEAL |  | QDEEESPSQR |
| CSRNWHYCSG |  | QDCLRAKFSS |  | FSQPY      |  |            |  |            |

A: Аланін

C: Цистеїн

D: Аспарагінова кислота

E: Глутамінова кислота

F: Фенілаланін

G: Гліцин

H: Гістидин

I: Ізолейцин

K: Лізин

L: Лейцин

M: Метіонін

N: Аспарагін

P: Пролін

Q: Глутамін

R: Аргінін

S: Серин

T: Треонін

V: Валін

W: Триптофан

Кодований геном білок за функцією належить до пухлинних антигенів. 